# CHST9
CHST9 (англ. Carbohydrate sulfotransferase 9) – білок, який кодується однойменним геном, розташованим у людей на довгому плечі 18-ї хромосоми. Довжина поліпептидного ланцюга білка становить 443 амінокислот, а молекулярна маса — 52 055.
| 10         |  | 20         |  | 30         |  | 40         |  | 50         |
| ---------- |  | ---------- |  | ---------- |  | ---------- |  | ---------- |
| MQPSEMVMNP |  | KQVFLSVLIF |  | GVAGLLLFMY |  | LQVWIEEQHT |  | GRVEKRREQK |
| VTSGWGPVKY |  | LRPVPRIMST |  | EKIQEHITNQ |  | NPKFHMPEDV |  | REKKENLLLN |
| SERSTRLLTK |  | TSHSQGGDQA |  | LSKSTGSPTE |  | KLIEKRQGAK |  | TVFNKFSNMN |
| WPVDIHPLNK |  | SLVKDNKWKK |  | TEETQEKRRS |  | FLQEFCKKYG |  | GVSHHQSHLF |
| HTVSRIYVED |  | KHKILYCEVP |  | KAGCSNWKRI |  | LMVLNGLASS |  | AYNISHNAVH |
| YGKHLKKLDS |  | FDLKGIYTRL |  | NTYTKAVFVR |  | DPMERLVSAF |  | RDKFEHPNSY |
| YHPVFGKAII |  | KKYRPNACEE |  | ALINGSGVKF |  | KEFIHYLLDS |  | HRPVGMDIHW |
| EKVSKLCYPC |  | LINYDFVGKF |  | ETLEEDANYF |  | LQMIGAPKEL |  | KFPNFKDRHS |
| SDERTNAQVV |  | RQYLKDLTRT |  | ERQLIYDFYY |  | LDYLMFNYTT |  | PFL        |

A: Аланін

C: Цистеїн

D: Аспарагінова кислота

E: Глутамінова кислота

F: Фенілаланін

G: Гліцин

H: Гістидин

I: Ізолейцин

K: Лізин

L: Лейцин

M: Метіонін

N: Аспарагін

P: Пролін

Q: Глутамін

R: Аргінін

S: Серин

T: Треонін

V: Валін

W: Триптофан

Кодований геном білок за функцією належить до трансфераз. 
Задіяний у таких біологічних процесах, як вуглеводний обмін, альтернативний сплайсинг. 
Локалізований у мембрані, апараті гольджі.
Також секретований назовні.